# 山都望國家公園
山都望國家公園是馬來西亞的國家公園，位於砂拉越的古晉省，處於古晉以北35公里，面積17.4平方公里，最高點山都望山海拔高度810米。